# Bitwa pod Ciani
Bitwa pod Ciani – miała miejsce w lipcu 1015 roku. Była pierwszym poważniejszym starciem armii cesarza Henryka II z wojskami polskimi podczas wyprawy z 1015 roku. Według Stanisława Zakrzewskiego na postępującą przez Łużyce armię niemiecką uderzyła załoga grodu Ciani (obecnie Zützen koło Luckau). Wycieczka została doszczętnie rozbita.